# Dusona americana
Dusona americana là một loài tò vò trong họ Ichneumonidae.